# Hamid Ismail
Hamid Ismail Khalifa (ur. 12 września 1987 w Dosze) – katarski piłkarz występujący na pozycji obrońcy. Od 2009 roku występuje w klubie Ar-Rajjan. Wcześniej grał w Al-Arabi.